# Sonny Greer
Sonny Greer (13. december 1895 i New Jersey – 23. marts 1982) var en amerikansk jazztrommeslager. 
Greer var kendt som en af Duke Ellingtons tidlige trommeslagere i dennes karriere. Han var tillige kendt for sin gigantiske slagtøjsopsætning omkring det traditionelle trommesæt, der også omfattede gonger, rørklokker, pauker og tempelblokke etc. 